# 费利斯港
费利斯港是巴西圣保罗州的一个市镇。总面积556.563平方公里，总人口51854人，人口密度93.2人/平方公里。